# Phare de Świnoujście
Le phare de Świnoujście est un phare situé en Pologne dans la commune de Świnoujście. Il est situé sur la rive est du fleuve Świna, à l'embouchure.
D'une hauteur de 65 m (212 pieds), c'est le 15e plus haut phare traditionnel du monde, le plus haut parmi les phares construits en briques et le plus haut de Pologne et de la mer Baltique.

## Histoire
Il est construit en 1857, à l'emplacement d'un ancien phare datant de 1828. À sa construction, sa section était octogonale sur toute sa hauteur. Cependant la tour est restaurée en 1902-1903, pour réparer des briques endommagées. Il présente désormais une section circulaire à partir de la première galerie.
Le phare est endommagé pendant la Seconde Guerre mondiale. Lors de la retraite des troupes allemandes en 1945, il est ordonné de le détruire. Le gardien allemand refuse d'appliquer cet ordre et sauve la tour. Les dommages ne seront réparés qu'en 1959.
Il est à nouveau restauré à l'occasion du passage au nouveau millénaire, de 1998 à 2000. Il est ouvert au public à partir de 2000, ainsi qu'un musée sur le phare dans la maison des gardiens.
Ce phare est sous l'autorité du Bureau maritime régional (en polonais : Urząd Morski (pl)) de Szczecin.

## Construction
La tour est construite en briques jaunes, sans peinture. La base de la tour est octogonale, avec une galerie. Le restant de la tour est ronde ; elle supporte une seconde galerie et la lanterne. Par temps clair, la vue depuis la galerie supérieure porte à 45 km. Un escalier de 308 marches permet d'y accéder.
La maison des gardiens, d'un étage en brique également, est adjacente à la tour. Elle abrite un musée.